# NGC 1505
NGC 1505 est une galaxie lenticulaire relativement éloignée et située dans la constellation de l'Éridan. NGC 1505 a été découverte par l'astronome américain Ormond Stone en 1885.

## Caractéristiques
Sa vitesse par rapport au fond diffus cosmologique est de 9 663 ± 51 km/s, ce qui correspond à une distance de Hubble de 143 ± 10 Mpc (∼466 millions d'al).